# Balás Géza-emlékérem
A Balás Géza-emlékérmet a MAE Növényvédelmi Társaság az Állattani Szakosztály kezdeményezésére 2006-ban alapította a több évtizedes kutató, oktató, és szervező tevékenység elismerésére az agrozoológia  szakterületen.
Sipeki Balás Géza[ (1914-1987) kertész, zoológus, botanikus, a kertészeti növényvédelmi rovartan tudományterület megteremtője és a Kertészeti és Szőlészeti Főiskolán az önálló Rovartani Tanszék megalakítója (1949). 1954-1961 időszakban a kertészeti rovartan egyetemi tanára, de a oktatói állásából, és az 1956-os forradalom utáni megtorlások részeként, (szakmai kifogásokba bújtatott) politikai okokból eltávolították. Lefokozva a Kertészeti Kutató Intézetbe, Budatéténybe került, 1964 decemberétől a Nemzeti Múzeum Állattárában is dolgozott, ahová addigi gubacsgyűjteménye is bekerült, mintegy 10 ezer példány.
A Magyar Agrártudományi Egyesület formális megszűnését (2013) még megelőzően, a MAE Növényvédelmi Társaságból (alapító: Ubrizsy Gábor, 1964) 2009-ben önálló szakmai szervezetként jött létre a Magyar Növényvédelmi Társaság (MNT, HPPS), amely a növényvédelem tudományterületeinek ügyeit képviseli a szakosztályain keresztül. A Magyar Növényvédelmi Társaság továbbra is fenntartja a MAE Növényvédelmi Társaság által alapított elismerések folyamatosságát (2010-től).

A kitüntetés réz fedlapja stilizált Balás Géza portréval

A Növénykórtani, valamint a Gyomnövények - gyomirtási Szakosztály szenior, illetve junior kitüntetésekhez hasonlóan – a (2006-ban még „MAE”, majd 2009-től a Magyar Növényvédelmi Társaság) Agrozoológiai Szakosztály 2006-ban Pénzes Béla kezdeményezésére részére új, a „Növényvédelmi állattan” kiválóságainak elismerésére két kitüntetés alapítását kezdeményezte: a Balás Géza-emlékérem (szenior), évenkénti, illetve a [[Rainiss Lajos]-emlékérem]] (junior) kétévenkénti átadásával.
A Balás Géza nevével fémjelzett emlékérem (plakett) a növényvédelmi állattan (agrozoológia) területén a kitüntetésre érdemesek mindazok a kutatók, oktatók, a növényvédelem területén dolgozó felsőfokú végzettséggel rendelkező szakemberek, akik szakmai és tudományos tevékenységükkel jelentősen hozzájárultak a növényvédelem hazai gyakorlatának megalapozásához és fejlesztéséhez.
A szenior kategóriában (35 év életkor felett) a Balás Géza-emlékérem,  a Magyar Helyesírás Szabályai 12. kiadás szerint az X Y-emlékérem kötőjellel írandó, azonban a kitüntetéseken és a Növényvédelem folyóirat] megemlékezés cikkeiben mint „X Y Emlékérem” szerepelnek, 2024 megjegyzés a junior kategóriában (35 év életkor alatt) a Rainiss Lajos-emlékérem kerül kiadásra az MNT Alapszabálya (2. Díjbizottság a-h pontok) szerint kerül sor. Az emlékérem 2x2 mm vastag sárgaréz lemez összeragasztásával készül, 80 mm átmérőjű. Az érem felszíni oldalán „Balás Géza 1914-1987” felirat, és egy róla készült grafika vésete látható, amely 1981. 06. 26-án készült (alkotója ismeretlen). Az érem hátoldalán (az előző év őszén odaítélt) kitüntetettjének neve (a képen Jenser Gábor az első kitüntetés birtokosa, 2006) és a „MAE NÖVÉNYVÉDELMI TÁRSASÁG NÖVÉNYVÉDELMI ÁLLATTAN”, majd 2010-től a „MAGYAR NÖVÉNYVÉDELMI TÁRSASÁG NÖVÉNYVÉDELMI ÁLLATTAN” felirat található. Az elismeréseket a Növényvédelmi Tudományos Napokon, rendszerint a Magyar Tudományos Akadémia dísztermében adják át a rákövetkező év február hónapjában. A Balás Géza-emlékérmet oklevél kíséretében (az átadás időpontjára datálva), a kitüntetett érdemeinek rövid méltatása után adják át.

## Az elismerést kapták

Jenser Gábor az első Balás Géza-emlékérem kitüntetettje, 2006

- Jenser Gábor az első Balás Géza-emlékérem kitüntetettje, 2006Jenser Gábor[6] (2006)
- Balázs Klára[7] (2007)
- Szeőke Kálmán[8] (2008)
- Ripka Géza[9] (2009)
- Tóth Miklós[10] (2010)
- Csóka György[11] (2011)
- Vörös Géza[12] (2012)

- Pénzes Béla[13] (2013)
- Nagy Barnabás[14] (2014)
- Szántóné Veszelka Mária[15] (2015)
- Mészáros Zoltán[16](2016)
- Szőcs Gábor[17] (2017)
- Orosz András[18] (2018)
- Benedek Pál[19] (2019)
- Haltrich Attila[20] (2020)
- Vétek Gábor (posztumusz)[21][22] (2021)
- Keszthelyi Sándor[23] (2022)
- Melika George[24] (2023)
- Fail József[25] (2024)